# Poecilomigas
Poecilomigas là một chi nhện trong họ Migidae.